# De blauwe heks
De blauwe heks is een stripverhaal uit de reeks van De Rode Ridder. Het is geschreven door Martin Lodewijk en getekend door Claus Scholz. De eerste albumuitgave was in december 2005. De strip werd voorgelezen in de rubriek De Lustige Lezers in Man bijt hond op één. Een voorpublicatie van de strip werd gegeven op de website van De Rode Ridder vanaf 28 november 2005.

## Verhaal
Johan redt een blauwharige vrouw, Indigo Magiste, van de brandstapel. Zij zoekt naar haar verdwenen vader, Magist Magiste, een alchemist die op zoek was naar de Steen der Wijzen. Hij blijkt te zijn ontvoerd door de graaf van Chirac die onsterfelijk wenst te worden.
Johan en Indigo komen aan op het kasteel van Chirac maar worden al snel ontmaskerd. Johan raakt hierbij in tweegevecht met Joubert, de wapenmeester van de graaf. Een gevecht wat hij wint totdat een soldaat hem ogenschijnlijk in het hart raakt met een kruisboog. Indigo wordt bij haar vader opgesloten om hem te dwingen mee te werken, maar weet de graaf over te halen het lichaam van Johan bij hen achter te laten.
Johan blijkt toch nog te leven omdat al zijn organen spiegelbeeldig geplaatst zijn (na het avontuur in het land achter de toverspiegel in album 58), waardoor de pijl zijn hart gemist heeft. Indigo en haar vader weten Johan te genezen en hiermee de graaf ervan te overtuigen dat zij de Steen der Wijzen gevonden hebben. Hierop wordt Indigo echter gekruisigd en Johan in een vergeetput geworpen om zo de alchemist te dwingen goud te maken.
Johan ontsnapt uit de vergeetput en weet Indigo en haar vader te bevrijden. Zij ontsnappen na het kasteel met Grieks vuur in brand te hebben gestoken. Hierbij komt de graaf om het leven in de vlammenzee.
Het verhaal eindigt met een blik op de (nog levende?) graaf in zijn graftombe, en Magist Magiste zegt het gevoel te hebben nog nooit dichter bij het geheim van de eeuwigheid te zijn geweest.